# Encuentros aleatorios
Los Encuentros aleatorios son una característica de varios juegos RPG, donde los encuentros con personajes no jugadores (NPC, non-player character, en inglés) se producen esporádica y aleatoriamente. En general, los encuentros aleatorios son usados para simular los desafíos asociados a ambientes peligrosos (por ejemplo: calabozos, bosques con animales salvajes, etc.). La frecuencia de estos encuentros varía según el juego.
Los encuentros aleatorios frecuentes son comunes en juegos de las series Dragon Quest, Legend of Legaia, Pokémon y Final Fantasy.
Los encuentros aleatorios son lo contrario a los encuentros determinados, pero ambos tipos de encuentro pueden convivir en un solo juego.

## Juegos de rol
Los encuentros aleatorios —a veces llamados monstruos errantes— eran una característica de Dungeons & Dragons desde sus comienzos en los 70, y permanecieron en este juego y sus derivados hasta nuestros días.  Los encuentros aleatorios usualmente son determinados por el director del juego tirando dados y usando una tabla de encuentros aleatorios.  Las tablas suelen estar basadas en el terreno (y/o la hora, y/ el clima), y tienen las posibilidades de que se produzcan diferentes encuentros con diferente número y tipo de criaturas. Los resultados pueden ser modificados por otras tablas, además los encuentros pueden ser amistosos, neutrales u hóstiles. Los Directores del juego frecuentemente son instados a hacer sus propias tablas. Algunas aventuras tienen tablas específicas para cada localización, como la entrada de un templo.
Los moustruos errantes frecuentemente suelen desgastar personajes jugadores y forzarlos a usar recursos consumibles, como sus puntos de vida, conjuros mágicos y pociones curadoras, como penalización por pasar mucho tiempo en un área peligrosa.

## Videojuegos
Los encuentros aleatorios fueron incorporados en los primeros videojuegos de rol y han sido comunes en el género. Tanto encuentros determinados y como encuentros aleatorios fueron usados en el juego Wizardry de 1981 y para mediados de los 80, los encuentros aleatorios eran usados en la mayoría de los juegos que definieron el género como Dragon Warrior, Final Fantasy, y The Bard's Tale.  Los encuentros aleatorios ocurrían cuando el jugador está atravesando el mundo del juego (muchas veces con el uso de un "mapa del mundo" ("world map" u "overworld" en inglés). La mayoría de las veces, el jugador encontraba enemigos para pelear, pero ocasionalmente personajes amistosos o neutrales podían aparecer, con los que el jugador podía interactuar de manera diferente a como lo hacía con los enemigos. Los encuentros aleatorios son aleatorios en el sentido de que los jugadores no pueden anticipar el momento exacto de un encuentro o qué será encontrado, ya que el acontecimiento del evento está basado en factores como probabilidades programadas; los generadores de números pseudoaleatorios crean las secuencias de números usados para determinar si un encuentro ocurrirá. La forma y frecuencia puede variar dependiendo de un número de factores, tales como donde se encuentra el jugador en el mundo del juego y las estadísticas del personaje jugador. En algunos juegos, determinados items pueden aumentar o reducir la frecuencia de los encuentros aleatorios, incluso eliminarlos, o aumentar las probabilidades de tener un encuentro en particular.
Los encuentros aleatorios suelen ocurrir con más frecuencia en cuevas, bosques, y pantanos que en llanuras abiertas. El tipo más simple de algoritmo para encuentros aleatorios puede ser el siguiente:
1. Cada paso, pone X en un entero entre 0 y 99.
2. Si el jugador está en una llanura, y X < 8, ocurre un encuentro aleatorio.
3. Si el jugador está en un pantano, desierto, o bosque, y X < 16, ocurre un encuentro aleatorio.

El problema con este algoritmo es que los encuentros aleatorios ocurren "demasiado" aleatoriamente para el gusto de la mayoría de los jugadores, además podría haber "sequías" e "inundaciones" en su distribución. Los encuentros aleatorios en una sucesión rápida son considerados indeseables porque hacen que el jugador se sienta "estancado", pero con el algoritmo simple, es posible tener un encuentro dando sólo un paso luego de un encuentro. Los primeros juegos en la serie Dragon Quest, por ejemplo, permiten que los encuentros aleatorios ocurran un paso después del otro. Un algoritmo de encuentros aleatorios más elaborado (y similar a los usados en muchos juegos) puede ser el siguiente:
1. Poner X en un entero aleatorio entre 64 y 255.
2. Por cada paso en llanura, decrementar X en 4. Por cada paso en bosque, pantano, o desierto, decrementar X en 8.
3. Cuando X < 0, una pelea ocurre. Volver al paso 1.

Esto asegura que, en cualquier terreno, el jugador no experimentará más que un encuentro aleatorio cada ocho pasos. En un juego con este tipo de sistema a veces se puede sacar ventaja realizando algunas acciones que reiniciarán el contador (pausar, abrir un menú, guardar), especialmente cuando se usa un emulador. Esto es un truco popular en los speedruns para saltar batallas que consumen tiempo o son peligrosas; o puede ser usado para asegurar que cada batalla resulte en un encuentro raro o valioso.
Los encuentros aleatorios se han vuelto menos populares en los videojuegos con el paso del tiempo, ya que los jugadores suelen quejarse de que son molestos o desalentadores de la exploración. Las series Final Fantasy y Tales han abandonado los sistemas de encuentros aleatorios en sus sucesivas entregas, mientras que franquicias relativamente nuevas como las series Chrono y  Kingdom Hearts nunca los han usado.
Una táctica comúnmente más usada en RPGs posteriores (usada en Final Fantasy XII, Radiata Stories, Fallout 1 y 2, Legend of Legaia y todos los juegos de la serie Kingdom Hearts) es establecer un número finito de enemigos en un área dada. Esto se reduce en el "grinding" y no desalienta la exploración de la misma forma. Un enfoque similar es el spawning, donde los monstruos siempre (re)aparecen en la misma localización, como se ve en Chrono Trigger y en la mayor parte de Dragon Quest IX. Ambos enfoques le dan a los jugadores la oportunidad de anticipar, evadir, o selecionar encuentros.